# 大分市立神崎中学校
大分市立神崎中学校（おおいたしりつ こうざきちゅうがっこう）は、大分県大分市大字本神崎にある市立中学校である。

## 概要
大分市東部の旧佐賀関町、佐賀関半島の付け根の海岸近くにある、全4学級（2015年度（平成27年度）現在）の比較的小規模な学校である。
2005年（平成17年）1月1日の大分市への編入に伴い、旧大分市内にも「神崎」という地名があったため、所在地の地名が「神崎」から「本神崎」に変更され、同様に、旧大分市内に大分市立神崎小学校があったため、近隣の佐賀関町立神崎小学校は大分市立こうざき小学校に改称した。しかし、旧大分市内には神崎中学校は存在しなかったため、本校は校名の「神崎」の部分に変更はなかった。なお、最寄り駅は佐賀県の神埼駅（旧神崎駅）との混同を避けるため、「神」の代わりに「幸」の字を用いて幸崎駅とされている。

## 沿革
- 1947年（昭和22年）5月3日 - 神崎村立神崎中学校として開校。
- 1949年（昭和24年）8月13日 - 新校舎竣工。
- 1954年（昭和29年）10月18日 - 講堂・図書館・音楽室竣工。
- 1955年（昭和30年）1月1日 - 佐賀関町等との合併により佐賀関町立神崎中学校に改称。
- 1961年（昭和36年）7月27日 - 南校舎（理科室・理科準備室）竣工。
- 1967年（昭和42年）2月25日 - 第1期鉄筋校舎（管理室・教室）竣工。
- 1969年（昭和43年）3月6日 - 第2期増築（普通教室）竣工。
- 1974年（昭和49年）2月23日 - 講堂焼失。
- 1976年（昭和51年）4月1日 - 体育館竣工。
- 2005年（平成17年）1月1日 - 大分市等との合併により大分市立神崎中学校に改称。
- 2007年（平成19年）10月1日-校舎改築
- 2016年（平成28年）大志生木小学校が編入。

## 部活動
- 野球部
- サッカー部
- 男子ソフトテニス部
- 女子ソフトテニス部
- 卓球部
- バレー部

中でも女子・男子ソフトテニス部は、九州大会や全国大会に出場するなど、多くの好成績を収めている。

## 通学区域
- 大分市立木佐上小学校通学区

木佐上
- 大分市立こうざき小学校通学区

馬場、本神崎、大平
- 大分市立大志生木小学校通学区

志生木の一部

## 交通
- 鉄道：JR九州幸崎駅より徒歩約6分
- バス：大分バス神崎中学校前停留所下車